# 府中宿 (東海道)

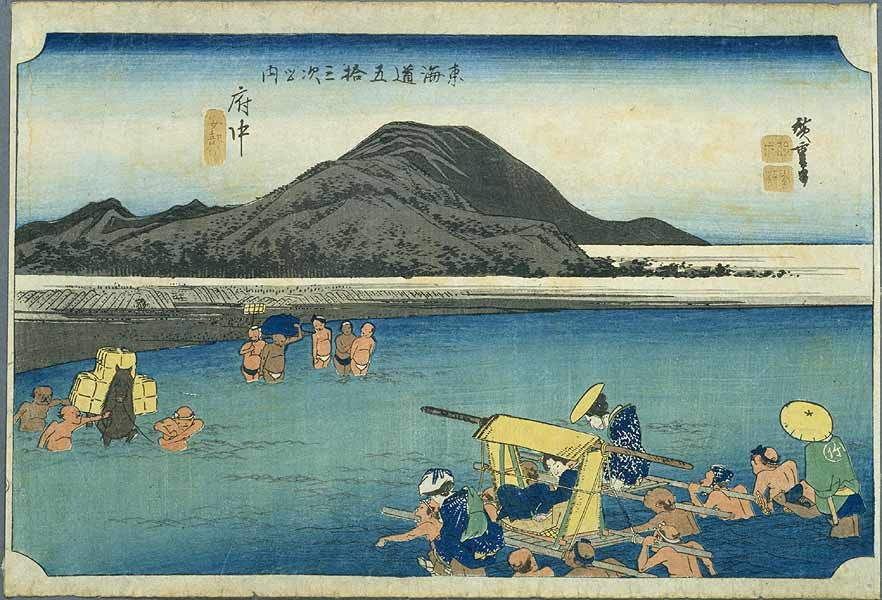
歌川広重『東海道五十三次・府中』
背後の山は徳願寺山とみられる。

府中宿（ふちゅうしゅく、ふちゅうじゅく）は、東海道五十三次の19番目の宿場である。街は城下町である駿府の一角を成していた。現在の行政区画では静岡市葵区に属する。

## 概要
徳川家康のお膝元であり、旧東海道はJR静岡駅の北側に位置する駿府城との間を抜け、安倍川に至る。川の手前の西見付がかつてあった弥勒辺りには、十返舎一九の「東海道中膝栗毛」に登場する安倍川餅を売る売店が存在する。

## 日本遺産
2020年（令和2年）6月19日、「府中宿（駿府九十六ヶ町）」として、安倍川餅と共に文化庁の文化財保護制度「日本遺産」のストーリー『日本初「旅ブーム」を起こした弥次さん喜多さん、駿州の旅～滑稽本と浮世絵が描く東海道旅のガイドブック（道中記）～』の構成文化財の1つに認定された。

## 最寄り駅
JR東海道本線・東海道新幹線 静岡駅

## 隣の宿
東海道
江尻宿 - 府中宿 - 鞠子宿